# Fatimah Pahlavi
La princesse Fatimah Pahlavi (en persan : فاطمه پهلوی), née le 30 octobre 1928 à Téhéran et morte le 2 juin 1987 à Londres, est le dixième enfant de Reza Chah Pahlavi, chah d’Iran de 1925 à 1941, et de sa quatrième et dernière épouse Esmat Dowlatshahi (1904-1995), issue de la dynastie Qadjar qu’il épousa alors qu'il était ministre de la Guerre. La princesse Fatimah est la demi-sœur du dernier chah d'Iran, Mohammad Reza Pahlavi.

## Biographie
Elle vit son enfance au palais de Marbre de Téhéran avec ses frères germains Abdol-Reza (1924-2004), Ahmad-Reza, Mahmoud-Reza et Hamid-Reza (1932-1992). Elle poursuit ses études à l’école de filles Anoushiravan Dadgar de Téhéran. Jeune fille brune, grande et élancée, elle n’est pas sous l'influence de sa demi-sœur Ashraf Pahlavi qui domine la vie quotidienne de la cour après le divorce de Mohammad Reza Pahlavi de sa première épouse, la princesse Fawzia d’Égypte. Elle épouse civilement (sans demander la permission du chah son demi-frère) le 13 avril 1950 à Civitavecchia un étudiant américain, Vincent Hillyer (1924-1999), ami de son frère Mahmoud-Reza avec qui il s'était lié à l’université de Californie et qui l'avait invité à passer l'été 1949 à Téhéran au sein de sa famille. Cette union faisant scandale, Vincent Hillyer se convertit à l'islam chiite et épouse une seconde fois la princesse à l'ambassade d'Iran à Paris, rue Fortuny, le 10 mai 1950. Le jeune ménage demeure à Los Angeles. Le couple se sépare au bout de cinq ans après avoir donné naissance à trois enfants. Le divorce est prononcé en septembre 1959.
La princesse épouse en secondes noces le 22 novembre 1959 le commandant en chef des forces aériennes iraniennes, le général Mohammad Amir Khatami (1920-1975). Le chah et sa fiancée Farah Diba assistent à la cérémonie. De ce mariage sont issus deux fils, Kambiz (né en 1960) et Ramin (né en 1967), et une fille, Pari (née en 1962).
Pendant le règne de son demi-frère, la princesse investit sa fortune dans le secteur immobilier et la production d'huile végétale et même un club de bowling. Sa fortune est estimée alors à 500 millions de dollars. Elle poursuit également des activités sociales en étant donatrice dans le domaine de l'enseignement supérieur en Iran.
La princesse Fatimah portait pendant les cérémonies officielles la tiare des Rayons de soleil, seule femme de la cour à l'avoir jamais portée.
La princesse fuit l'Iran avant que n'éclate la révolution islamique. Elle s'installe à Londres, où elle meurt à l'âge de cinquante-huit ans.

## Distinctions
- Ordre d'Houmayoun, première classe
- Dame Grand-cordon de l'ordre impérial des Pléiades, seconde classe[11]
- Grand-croix de l’ordre du Mérite de la République fédérale d'Allemagne, 21 octobre 1965